# 조성욱 (1962년)
조성욱(曺成旭, 1962년 ~)은 제23대 대전고등검찰청 등에서 검사장을 역임한 법조인이다. 노승행의 딸인 노정연 서울서부지방검찰청 검사장의 남편으로, 1남1녀 자녀가 있다.

## 생애
1962년 부산광역시에서 태어나 1981년 경성고등학교, 1985년 서울대학교 법학과를 졸업하고 1985년 제27회 사법시험에 합격하여 1988년 17기 사법연수원을 수료하고 1991년 서울지방검찰청 남부지청 검사에 임용되었다. 서울과 부산 울산 등지에서 일선 검사로 활동하다 범죄정보 수집·분석 능력을 인정받아 2008년 대검찰청 범죄정보기획관을 지냈다. 같은해 청와대 민정2비서관을 역임했다. 2009년 검사장으로 승진하였다. 서울중앙지검 형사4부장으로 재직할 때 금지금 변칙거래를 이용한 5천억원대 탈세를 적발해 30명을 구속기소했다.

## 경력
- 1991년 서울지방검찰청 남부지청 검사
- 1993년 춘천지방검찰청 강릉지청 검사
- 1994년 서울지방검찰청 검사
- 1996년 수원지방검찰청 검사
- 1998년 부산지방검찰청 검사
- 2000년 부산고등검찰청 검사 겸 국회 법제사법위원회. 국가청렴위원회 파견
- 2000년 7월 ~ 2001년 6월 제35대 청주지방검찰청 제천지청장
- 2003년 울산지방검찰청 공안부장검사
- 2004년 대검찰청 범죄정보1담당관
- 2006년 서울중앙지방검찰청 형사4부장검사
- 2008년 대검찰청 범죄정보기획관
- 2008년 ~ 2009년 8월 대통령실 민정2비서관
- 2009년 8월 ~ 2011년 8월 법무연수원 기획부장
- 2011년 8월 법무부 기획조정실장
- 2012년 7월 ~ 2013년 4월 제57대 대전지방검찰청 검사장
- 2013년 4월 ~ 2013년 12월 제13대 서울서부지방검찰청 검사장
- 2013년 12월 ~ 2015년 2월 제43대 광주고등검찰청 검사장
- 2015년 2월 ~ 2015년 12월 제23대 대전고등검찰청 검사장
- 2016년 ~ 2019년 변호사조성욱법률사무소 대표변호사
- 2018년 3월 ~ 2020년 1월 ㈜케이티스카이라이프 사외이사
- 2019년 3월 ~ 쌍용양회공업(주) 사외이사
- 2019년 ~ 법무법인 화우 대표변호사
- 2020년 3월 ~ : LG 사외이사
- LG 사외이사후보 추천위원회 위원
- LG ESG위원회 위원
- LG 내부거래위원회 위원
- LG 내부거래위원회 위원장
- 2023년 5월 ~ : 재단법인 백선엽장군기념재단 자문위원 겸 백선엽장군기념사업회 이사